# La Disgrâce

La Disgrâce est un roman de Nicole Avril, publié en 1982.

## Résumé
« Elle n'est pas seulement laide, ma pauvre petite fille, elle est sans grâce, et c'est pire. » En surprenant cette phrase dans la bouche de sa mère, Isabelle a cru mourir.
Hier encore, c'était une enfant heureuse qui n'avait que tendresse pour tout ce que la vie lui donnait : un père bon et doux, une mère si belle, la grande maison face à l'océan son ami...
À son bonheur détruit, à la vérité qui la frappe comme une malédiction, Isabelle survivra métamorphosée, méconnaissable, adulte soudain. Impitoyablement lucide, elle découvre les secrets et les tares de ceux qu'elle aimait, durement hostile, elle n'est plus que volonté de vengeance et de domination. Est-elle à jamais enfermée dans sa disgrâce ?